# Ubbergen
Pour l’article homonyme, voir Ubbergen.
Ubbergen est un village et une ancienne commune néerlandaise. Situé en dans la commune de Berg en Dal, en province de Gueldre, le village compte 480 habitants en 2019.

## Histoire
La commune d'Ubbergen est formée le 1er janvier 1818 par la fusion des communes de Beek et Ooij en Persingen. Le 1er janvier 2015, elle fusionne avec Millingen aan de Rijn et Groesbeek pour former une nouvelle commune, qui est nommée provisoirement Groesbeek en 2015, avant d'être renommée Berg en Dal par la suite. Avant la fusion, la commune d'Ubbergen compte plus de 9 300 habitants.